# Вандёй
Вандёй (фр. Vendeuil) — коммуна во Франции, находится в регионе Пикардия. Департамент коммуны — Эна. Входит в состав кантона Рибмон. Округ коммуны — Сен-Кантен.
Код INSEE коммуны — 02775.

## Население
Население коммуны на 2010 год составляло 918 человек.
| 1962 | 1968 | 1975 | 1982 | 1990 | 1999 | 2010 |
| ---- | ---- | ---- | ---- | ---- | ---- | ---- |
| 931  | 956  | 883  | 867  | 881  | 858  | 918  |

## Экономика
В 2010 году среди 562 человек трудоспособного возраста (15—64 лет) 391 были экономически активными, 171 — неактивными (показатель активности — 69,6 %, в 1999 году было 64,8 %). Из 391 активных жителей работали 347 человек (177 мужчин и 170 женщин), безработных было 44 (30 мужчин и 14 женщин). Среди 171 неактивных 41 человек были учениками или студентами, 77 — пенсионерами, 53 были неактивными по другим причинам.